# Fire & Ice
Fire & Ice es el sexto álbum de estudio del guitarrista sueco Yngwie J. Malmsteen, lanzado el 7 de enero de 1992 por el sello Elektra Records. Alcanzó el puesto No. 121 en la lista Billboard 200. Es el último disco de Malmsteen en contar con el cantante Göran Edman.

## Lista de canciones
Toda la música compuesta por Yngwie J. Malmsteen. 
| N.º | Título                                              | Letras                             | Duración |  |
| 1.  | «Perpetual»                                         | (instrumental)                     | 4:12     |  |
| 2.  | «Dragonfly»                                         | Göran Edman, Malmsteen             | 4:48     |  |
| 3.  | «Teaser»                                            | Edman, Malmsteen                   | 3:27     |  |
| 4.  | «How Many Miles to Babylon»                         | Edmann, Malmsteen                  | 6:09     |  |
| 5.  | «Cry No More»                                       | Edman,Malmsteen                    | 5:15     |  |
| 6.  | «No Mercy»                                          | Malmsteen                          | 5:29     |  |
| 7.  | «C'est la Vie»                                      | Edman, Malmsteen                   | 5:17     |  |
| 8.  | «Leviathan»                                         | (instrumental)                     | 4:20     |  |
| 9.  | «Fire and Ice»                                      | Edman, Malmsteen                   | 4:28     |  |
| 10. | «Forever Is a Long Time»                            | Edman,Malmsteen                    | 4:25     |  |
| 11. | «I'm My Own Enemy»                                  | Edman                              | 6:07     |  |
| 12. | «All I Want Is Everything»                          | Malmsteen                          | 4:00     |  |
| 13. | «Golden Dawn»                                       | (instrumental)                     | 1:27     |  |
| 14. | «Final Courtain»                                    | Malmsteen                          | 4:43     |  |
| 15. | «Broken Glass» (Bonus track en la edición japonesa) | Erika Malmsteenn, Yngwie Malmsteen | 4:02     |  |

## Personal
- Yngwie Malmsteen – guitarra eléctrica, guitarras acústicas, sítara, sintetizadores, voces de apoyo / Arreglos en todos los temas.
- Göran Edman – voz líder.
- Mats Olausson – teclados.
- Bo Werner – batería, coros
- Michael Von Knorring – batería en «Leviathan».
- Svante Henryson – bajo eléctrico, contrabajo, violoncello.

Músicos de apoyo
- Karl Anders “Kalle” Moraeus, Svein-Harald Martinsen, Ulf Forsberg – violines.
- Per Bögberg - viola.
- Lolo Lannerbäck - flauta traversa.

Productor: Yngwie J. Malmsteen.
Grabado por: Simon Hanhart.
Ingenieros de grabación: Simon Hanhart, Keith Rose.
Mezcla: Steve Thompson y Michael Barbiero.
Masterización: George Marino.

Fotografía: James Porto, Michael Johansson.
Dirección Artística: Larry Freemantle.

Manager: Nigel Thomas.